# Народный художник Республики Армения
Народный художник Республики Армения (арм. Հայաստանի Հանրապետության ժողովրդական նկարիչ) — почётное звание Армении. Звание присваивает Президент Республики Армения видным деятелям изобразительного искусства за развитие художества, скульптуры, графики, дизайна, театрально-декорационного и декоративно-прикладного искусства, а также за создание ценных художественных произведений, всеобщее признание и исключительные заслуги.

## Список народных художников Республики Армения (22 человек)

### Дата неизвестна
1. Токмаджян, Левон Грачевич — скульптор

### 2007 год
1. 19 сентября 2007 — Овсепян, Арташес Авагович[арм.] — скульптор[1]

### 2008 год
1. 26 мая 2008 — Элибекян, Роберт Вагаршакович — художник[2]

### 2009 год
1. 18 сентября 2009 — Карапетян-Шираз, Арамазд Ованнесович (Ара Шираз) — скульптор[3]

### 2010 год
1. 24 мая 2010 — Григорян, Зулум Никогосович[арм.] — художник[4]
2. 24 мая 2010 — Мамян, Генрих Арамович — художник, профессор Ереванского государственного университета архитектуры и строительства[4]

### 2011 год
1. 24 мая 2011 — Искандарян, Хачатур Мартиросович[арм.] — скульптор, художник[5]
2. 3 сентября 2011 — Андраникян, Степан Хачатурович — художник[6]

### 2012 год
1. 18 сентября 2012 — Хачатрян, Захар Авакович — художник, профессор Армянского государственного педагогического университета им. Х. Абовяна[7]
2. 18 сентября 2012 — Паронян, Славик Багдасарович[арм.] — почётный профессор кафедры графики, живописи и скульптуры Ереванского государственного архитектурно-строительного университета[7]

### 2013 год
1. 24 мая 2013 — Григорян, Анатолий Яковлевич — художник, заведующий кафедрой художеств Ереванской государственной академии художеств, профессор[8]

### 2014 год
1. 23 мая 2014 — Бабаян, Давид Николаевич (Давид Ереванци)[арм.] — скульптор[9]
2. 18 сентября 2014 — Тадевосян, Грант Ованнесович[арм.] — живописец, профессор Ереванского государственного университета архитектуры и строительства[10]
3. 18 сентября 2014 — Мирзоян, Фараон Михайлович[арм.] — живописец, директор Национальной картинной галереи Армении, профессор[11]

### 2015 год
1. 23 мая 2015 — Маргарян, Владимир Мамиконович (Вальмар)[арм.] — художник[12]
2. 16 сентября 2015 — Манукян, Фердинанд Овсепович[арм.] — художник[13]
3. 16 сентября 2015 — Багдасарян, Аркадий Зиноварович[арм.] — живописец[14]

### 2017 год
1. 24 мая 2017 — Согоян, Фридрих Мкртичевич — скульптор[15]
2. 11 сентября 2017 — Аветян, Анатолий Гевондович[арм.] — живописец[16]

### 2019 год
1. 27 мая 2019 — Петросян, Юрик Гургенович[арм.] — скульптор[17]
2. 13 сентября 2019 — Исабекян, Арам Эдуардович — ректор государственной академии художеств Армении, живописец[18]

### 2020 год
1. 18 сентября 2020 — Багдасарян, Гетик Ованнесович[арм.] — заведующий кафедрой скульптуры государственной академии художеств Армении, профессор[19]